# Бачмановка
Бачма́новка (укр. Бачманівка) — село в Славутском районе Хмельницкой области Украины.
Население по переписи 2001 года составляло 426 человек. Почтовый индекс — 30019. Телефонный код — 3842. Занимает площадь 2,55 км². Код КОАТУУ — 6823980701.

## Местный совет
30019, Хмельницкая обл., Славутский р-н, с. Бачмановка